# Липелей
Липеле́й — деревня в Ардатовском районе Нижегородской области России. Входит в состав Стёксовского сельсовета.

## Этимология
Название деревни имеет эрзянское происхождение. Оно образовано от слов лепе — «ольха» или липе — «овраг с кустами» и лей — «речка», «овраг».

## Географическое положение
Деревня Липелей находится на юго-западе Нижегородской области России, между автомобильными дорогами Ардатов — Арзамас и Арзамас — Саконы, в месте слияния двух ручьёв, впадающих в реку Нучу в 2 км к северу от деревни. Административный центр муниципального округа Ардатов находится в 5 км к юго-западу от Липелея. Деревня соединена автомобильными дорогами на юго-западе с Ардатовым и на западе с селом Поляна и дорогами местного значения на востоке — с селом Круглово (расстояние 2 км), на юго-востоке — с деревней Щёточное (4 км), на севере с селом Нучей (2 км). Высота над уровнем моря около 168 метров.
Деревня Липелей, как и вся Нижегородская область, находится в часовой зоне МСК (московское время). Смещение применяемого времени относительно UTC составляет +3:00.

## Административная принадлежность
Деревня Липелей входит в состав Стёксовского сельсовета Ардатовского муниципального округа Нижегородской области Российской Федерации.

## Климат
Деревня находится в зоне умеренно-континентального климата, который характеризуется холодной продолжительной зимой и тёплым, но достаточно коротким летом. За год выпадает в среднем 450—550 мм осадков, из них 68 % — в виде дождя и 32 % — в виде снега. Среднегодовая относительная влажность воздуха — 76 %. Снежный покров достигает 50 см, а в особо снежные зимы может достигать одного метра и более.
Весна приходит резко, обычно к середине апреля, при этом вплоть до середины мая нередки заморозки. Лето сравнительно короткое и достаточно жаркое — в отдельные годы температура может достигать 36 °C. Шапка лета приходится на июль. В конце весны и лета нередки грозы — их может случаться до 20 за год, почти каждый год выпадает град. Осень приходит в сентябре и стоит до начала ноября, но уже в сентябре нередки заморозки. Зима наступает в начале ноября и продолжается до середины марта. Обычно первый снег выпадает в октябре и держится в течение пяти месяцев, сходит к 10—15 апреля. Почва промерзает на глубину 70—90 см.
Вегетационный период составляет 189 дней, продолжительность безморозного периода — 137 дней.

## Население
| Численность населения | Численность населения | Численность населения | Численность населения | Численность населения | Численность населения | Численность населения | Численность населения | Численность населения | Численность населения | Численность населения | Численность населения |
| 1859                  | 1890                  | 1897                  | 1912                  | 1916                  | 1915                  | 1978                  | 1992                  | 1999                  | 2002                  | 2010                  | 2021                  |
| --------------------- | --------------------- | --------------------- | --------------------- | --------------------- | --------------------- | --------------------- | --------------------- | --------------------- | --------------------- | --------------------- | --------------------- |
| 543                   | ↗668                  | ↗812                  | ↗894                  | ↘880                  | ↗1089                 | ↘265                  | ↘183                  | ↗184                  | ↘175                  | ↘159                  | ↘108                  |

## Инфраструктура
В деревне две улицы: 1 Мая и Зелёная.